# Tres Capones
Tres Capones är en ort i Argentina.   Den ligger i provinsen Misiones, i den nordöstra delen av landet, 800 km norr om huvudstaden Buenos Aires. Tres Capones ligger 157 meter över havet och antalet invånare är 1 234.
Terrängen runt Tres Capones är huvudsakligen platt. Tres Capones ligger uppe på en höjd. Närmaste större samhälle är Apóstoles, 17,8 km nordväst om Tres Capones.
Omgivningarna runt Tres Capones är huvudsakligen savann. Runt Tres Capones är det ganska tätbefolkat, med 116 invånare per kvadratkilometer.